# Júlio Conte
Júlio César Conte (Caxias do Sul, 1955) é um psicanalista, diretor de teatro, ator e dramaturgo brasileiro.
Formou-se em direção teatral em 1984 e em medicina em 1985 pela Universidade Federal do Rio Grande do Sul. Sua obra mais destacada é Bailei na curva, o maior sucesso do teatro gaúcho do todos os tempos, e que retrata as décadas de 1960, 1970 e 1980 através da visão de sete pessoas, da infância à idade adulta.

## Obras
- Vamos brincar de apagar a luz - Crianças tem que criar brincadeiras quando falta luz e a televisão não funciona. Teatro infantil no qual Julio Conte usa a técnica do Teatro da Aparência onde o publico é convidado a escolher um final, escrita em 1980 e encenada em 1989;
- Um sonho realizado - Um velho ator num asilo recorda uma encenação de um sonho encomendado por uma mulher triste na tentativa de encontrar um pouco de felicidade. Drama, inspirada na obra de Juan Carlos Onetti, escrita em 1981 e encenada no D.A.D da UFRGS;
- Não pensa muito que dói - Acompanha os sonho de alunos da Escola de Teatro até sua formatura para então se confrontar com o mercado de trabalho restrito. Comédia agridoce, escrita (com Flávio Bicca, Sônia Coppini, Cláudia Accurso, Torquato Aisler, Regina Goulart e Hermes Mancilha) em 1982 e encenada no mesmo ano;
- Bailei na curva - A trajetória de sete crianças ao longo de três décadas tendo como pano de fundo o Golpe Militar de 1964. Comédia dramática, escrita (argumento, roteiro e texto final) em 1983 e com várias montagens;
- Pedro e a girafa - Um menino com didifucldade para se desenvolver e tem com amigo uma giorafa de pano que o ajuda a resolver seus problemas. Teatro infantil, escrita em 1983 e encenada em 1988;
- Cabeça-quebra-cabeça - Quatro amigas que revisam suas vidas frente a tentativa de suicidio de uma delas. Comédia dramátiva, escrita (roteiro, argumento e texto final) e encenada em 1986;
- Toda cobertura é uma ilha - Dois homens ilhados numa cobertura tentando entender seus desejos. Drama, escrita em 1986 - inédita;
- Zona proibida - Escritor Ariel Calegari está tentando escrever seu novo romance quando fantasmas de suas lembranças reais o desafiam. A peça tem quatro finais diferentes sendo que cada um ressignifica de modo peculiar a narrativa. Drama, escrita e encenda em 1987;
- Chá de setembro - Trê amigas, inseridas em círculos de ação diverso, se encontram em eventos como chá de fraldas, chá de panelas e o amor, amizade e morte. Comédia dramática, escrita em 1992 - inédita;
- Detectice Story ou História de detetive - Um trama policial tão complexa que nem o autor sabe o que acontece. Sátira farsesca, escrita em 1992 - inédita;
- Um negócio chamado família - Abel Schneider é homem em crise quando consegue vender a loja da familia que o libertaria, nesta mesma noite, seu cunhado, Romulo Tasca, músico clássico, ai até a loja depois de faltar um recital. Drama, escrita e encenada em 1993;
- O rei da Escória - Xis, paciente psicótico crônico internado num um hospital psiquiátrico, é levando por um jovem medico e uma enfermeira para uma viagem de volta e sem volta em direção a suas origens.  Drama, escrita em 1994 e encenada em 2005;
- A coisa certa - Numa sessão de analise de familia, a filha discute com o pai, a mãe (separados) sua relação com um homem na mesma idade do pai.  Comédia dramática, escrita em 1994 e encenda em 1995;
- Se meu ponto G falasse - Quatro fases de mulheres em processo de autonomia. comédia de costumes, escrita (com Patsy Cecato e Heloísa Migliavacca) em 1997 e encenada no mesmo ano;
- A pendenga matrimonial do casal Rosa - comédia, escrita em 1997 - inédita;
- O bafafá da calça azul marinho - Empregada tenta estimular a Patroa deprimida quando o Janjão aparece. Comédia dramática, escrita (com Patsy Cecato e Heloísa Migliavacca) em 1999 - inédita;
- Sexysite@com.vc - Prostituta virtual que encena várias personagens se envolve com cliente deprimido que perdeu a mulher e o emprego de tanto frequentar sites de relacionamento.  Comédia dramática, escrita em 1999 - inédita;
- Prendi o ar e... mergulhei - Irmãs envolvidas com o mesmo homem se defrontam a o câncer. Drama, encenada em 2007.
- Pílula de Vatapá  - Radio Desespero relato o drama anônimo de uma cidade no qual os caminhos se intercruzam. Drama, encenada em 2007.
- Dançarei Sobre Teu Cadáver - Lifeboy é um rapaz maltratado pela vida. drama, encenada em 2008.
- Larissa Não Mora Mais Aqui - Múltiplas tramas se desenvolvem num edifício tradicional que sem encontra atualmente cercado por favelas e moradores discutem possibilidade de demolição. Comédia dramática, encenada em 2009.
- Essa Noite Se Improvisa Com Júlio Conte - peça improvisada com o público, encenada em 2010.
- A Milímetros de Mercúrio] - drama, encenada em 2010.
- Essa Noite Se Improvisa Tennessee Williams - peça improvisada com o público, encenada em 2011.
- Vendetta Corsa - Porque a Minha Ferida é Mortal] - Diversos crimes ocorridos numa cidade tem em comum uma faca que determina a morte em quem a possuir, na lamina da faca esta escrito Vendetta, porque minha ferida será mortal. drama, encenada em 2011.
- Essa Noite Se Improvisa Nelson Rodrigues - peça improvisada com o público, encenada em 2012.
- Beckett-Bion: Gêmeo Imaginário - encenação da peça sobre a analise de Samuel Beckett com o psicanalista Wilfred Bion - 2013/2014
- A Mecânica do Amor [Julio Conte] Jambola e Caneta são dois mecânicos numa oficina na beira de uma estrada quase vazia, recebem a visita de Anselmo e Ricky, dois sujeito envolvidos com corrupção. Trama tem quatro personagens que deve ser interpelado por dois atores mesmo que na cena final os quatro contracenem. Comédia macabra. 2016/2018
- A Partícula de Deus [Julio Conte e Marcelo Goldani] - Galileu Galilei se encontra com Peter Higgs na sala de espera para falar com Deus, mas podem ser dois loucos no psiquiatra.  Texto encenado em 2015/2016/2018.
- Latidos [Julio Conte] Uma mãe e uma filha no café da manhã dias depois da morte do pai. Texto encenado em Porto Alegre, estreia no Porto Verão Alegre 2018.[2][3]

Se meu ponto G falasse teve grande destaque , com temporadas no Rio Grande do Sul e no Rio de Janeiro, com mais de 900 apresentações. Permaneceu dois anos em cartaz no Rio de Janeiro, várias temporadas em Porto Alegre, e viajou no Circuito de Espetáculos pelo interior do RS.
No plano editorial, Vamos brincar de apagar a luz recebeu edição do IEL - Instituto Estadual do Livro, e  Não pensa muito que dói também foi editado pelo IEL, compondo a coleção de Roteiros Teatrais.
Destaca-se também no plano editorial Bailei na curva que teve sua primeira edição pela L&PM em 1984 esgotada e, uma segunda edição em 1994, pela Editora Mercado Aberto, que encontra-se na quarta edição.
A Editora WS está publicando O teatro de Júlio Conte, estando já no segundo volume. Se meu ponto G falasse compõe o primeiro livro e, o  volume 2, apresenta A coisa certa.

### Prêmios
Júlio Conte ganhou vários prêmios de teatro adulto e infantil, e entre eles se destacam :
- Prêmio Açorianos - Melhor Espetáculo e Melhor Direção - por Não pensa muito que dói, em 1982.
- Prêmio Açorianos – Prêmio Especial do Júri – para Bailei na Curva, em 1983.
- Troféu Mambembe - Os Melhores do Ano: Prêmio Inacen do Ministério da Cultura -  para Bailei na Curva, dirigido na cidade do Rio de Janeiro, em 1985.
- Festival Internacional de Expressão Ibérica, na cidade do Porto, em Portugal -representante do Brasil com Bailei na curva, em 1986.
- Prêmio Açorianos de Melhor Texto Teatral  - por Se meu ponto G falasse, em 1998
- Prêmio Açorianos de Literatura para Texto Dramático - por Se meu ponto G falasse, em 1999.
- Troféu Quero-quero de Melhor Diretor pelo Sindicato dos Artistas - por Pedro e a girafa, em escolha feita pelos colegas da classe teatral em votação democrática.
- Prêmio Corpo Santo de Dramaturgia Infantil - por Vamos brincar de apagar a luz
- Prêmio Açorianos de Melhor Texto Dramático - por O rei da Escória, em 2005.

## Obras como psicanalista
- Vicio de fala, a busca de um sentido. Revista do Centro de Estudos Psicanaliticos de Porto Alegre. 1993.
- Me engana que eu gosto. Revista Projeto. Nucleo de Estudos Psicanliticos de Porto Alegre. Ano 2, numero 2. 1993.
- Ficções Erógenas. Revista do Centro de Estudos Psicanaliticos de Porto Alegre. 1994.
- O Teatro, a Psicanálise e a Peste. Revista Percurso. Instituto Sedes Sapientiae - São Paulo. 1994.

Seis Pensamentos a Procura de Um Autor.  Revista do Centro de Estudos Psicanaliticos de Porto Alegre. 1999.
- Organizador dos Cadernos de Bion 1 e 2, seminário de Arnaldo Chuster em Porto Alegre, editado pela Escuta de São Paulo.
- Co-autor de W. R. Bion: Psicanálise do modelo científico aos dos princípios éticos estéticos, volumes I e II, editado pela Companhia de Freud do Rio de Janeiro.
- Felicidade, Ter, Ser ou Parecer. Revista do Centro de Estudos Psicanaliticos de Porto Alegre. 2009.
- Objeto Psicanalitico - com Arnaldo Chuster e colaboradores. 2011.